# Belgische kampioenschappen atletiek 1944
De Belgische kampioenschappen atletiek 1944 alle categorieën voor de mannen werden afgelast.
De kampioenschappen voor vrouwen werden gehouden op 30 juli in het gemeentelijk stadion van Etterbeek en op 6 augustus op het voetbalveld van Solvay Sport Brussel.

## Uitslagen

### 80 m
| rang   | atleet                | prestatie |
| ------ | --------------------- | --------- |
| Goud   | Lina Claeys           | 10,9 s    |
| Zilver | Gusta Burlet          |           |
| Brons  | Jacqueline Verbeecken |           |

### 150 m
| rang   | atleet             | prestatie |
| ------ | ------------------ | --------- |
| Goud   | Gusta Burlet       | 23,2 s    |
| Zilver | Jenny Van Gerdinge |           |
| Brons  | Josée Thys         |           |

### 600 m
| rang   | atleet        | prestatie |
| ------ | ------------- | --------- |
| Goud   | Aimée Knaepen | 1.55,8    |
| Zilver | Irène Balcaen |           |
| Brons  | Milou Verset  |           |

### Verspringen
| rang   | atleet               | prestatie |
| ------ | -------------------- | --------- |
| Goud   | Emilienne Dechaineux | 4,87 m    |
| Zilver | Jenny Van Gerdinge   | 4,67 m    |
| Brons  | Simonne De Weeze     | 4,45 m    |

### Hoogspringen
| rang   | atleet            | prestatie |
| ------ | ----------------- | --------- |
| Goud   | Lina Claeys       | 1,40 m    |
| Zilver | Catherine Stevens | 1,30 m    |
| Brons  |                   |           |

### Kogelstoten
| rang   | atleet             | prestatie |
| ------ | ------------------ | --------- |
| Goud   | Josée Thys         | 9,47 m    |
| Zilver | Lucie Petit        | 8,71 m    |
| Brons  | Jenny Van Gerdinge | 8,65 m    |

### Discuswerpen
| rang   | atleet             | prestatie |
| ------ | ------------------ | --------- |
| Goud   | Jacqueline Stoupel | 28,37 m   |
| Zilver | Josée Thys         | 26,51 m   |
| Brons  | Lucie Petit        | 25,80 m   |

### Speerwerpen
| rang   | atleet              | prestatie |
| ------ | ------------------- | --------- |
| Goud   | Jeanne van Kesteren | 29,81 m   |
| Zilver | Josée Thys          | 26,30 m   |
| Brons  | Elza Vandevelde     | 23,84 m   |

1889 · 
1890 · 
1891 · 
1892 · 
1893 · 
1894 · 
1895 · 
1896 · 
1897 · 
1898 · 
1899 · 
1900 · 
1901 · 
1902 · 
1903 · 
1904 · 
1905 · 
1906 ·
1907 ·
1908 · 
1909 · 
1910 · 
1911 · 
1912 · 
1913 · 
1914 · 
1919 · 
1920 · 
1921 · 
1922 · 
1923 · 
1924 · 
1925 · 
1926 · 
1927 · 
1928 · 
1929 · 
1930 · 
1931 · 
1932 · 
1933 · 
1934 · 
1935 · 
1936 · 
1937 · 
1938 · 
1939 · 
1940 · 
1941 · 
1942 · 
1943 · 
1944 · 
1945 · 
1946 · 
1947 · 
1948 · 
1949 · 
1950 · 
1951 · 
1952 · 
1953 · 
1954 · 
1955 · 
1956 · 
1957 · 
1958 · 
1959 · 
1960 · 
1961 · 
1962 · 
1963 · 
1964 · 
1965 · 
1966 · 
1967 · 
1968 · 
1969 · 
1970 · 
1971 · 
1972 · 
1973 · 
1974 · 
1975 · 
1976 · 
1977 · 
1978 · 
1979 · 
1980 · 
1981 · 
1982 · 
1983 · 
1984 · 
1985 · 
1986 · 
1987 · 
1988 · 
1989 · 
1990 · 
1991 · 
1992 · 
1993 · 
1994 ·
1995 · 
1996 · 
1997 · 
1998 · 
1999 · 
2000 · 
2001 · 
2002 · 
2003 · 
2004 · 
2005 · 
2006 · 
2007 · 
2008 · 
2009 · 
2010 · 
2011 · 
2012 · 
2013 · 
2014 · 
2015 · 
2016 · 
2017 · 
2018 · 
2019 · 
2020 · 
2021 · 
2022 · 
2023 · 
2024